# Corazón de Jesús Borras Moreno
Corazón de Jesús Borras Moreno fue el músico creador y primer ejecutante de la Marimba moderna de doble teclado en el año de 1892, oriundo del municipio de Venustiano Carranza, en el estado de Chiapas, México. 

## Biografía
El Señor Corazón Borraz del municipio San Bartolomé de los Llanos (hoy Venustiano Carranza) crea el doble teclado o marimba cuachi en el 1892 y así crea la marimba moderna. Hecho de suma importancia, por lo que el Padre de la Marimba debe ser Corazón de Jesús Borraz, y el abuelo de la Marimba sería Manuel Bolán Cruz. Este invento permitió la ejecución de todo tipo de música. Por último, el Señor Francisco Santiago Borraz inventa la marimba requinta o tenor en el año de 1916.

La primera marimba fue construida con 11 octavas, y era de tal magnitud que era tocada por 9 personas. Su primera ejecución del instrumento en público fue en 1897 en el parque del atrio de la iglesia del señor del pozo, santo patrono del municipio, durante su fiesta anual. Con el tiempo, las siguientes marimbas tuvieron un tamaño más compacto, quedando como son en la actualidad.

A partir de ese momento, la marimba se volvió muy popular llegando a todo el sureste mexicano, centro y Sudamérica, donde fueron realizadas variantes de la misma. Pero siempre conservando su origen de alegre y popular, volviéndose un símbolo de identidad del estado de Chiapas.

Actualmente una escuela preescolar de la localidad de Francisco Hernández, ubicada en el municipio de Venustiano Carranza en el estado de Chiapas, lleva su nombre,. En reconocimiento a la aportación de cultura e identidad dada por su invención.
En el año 2019 el Festival Internacional de Marimbistas Chiapas rindió homenaje a Corazón de Jesús Borras Moreno, por ser el constructor de la marimba de doble teclado,  